# Flughafen Kitakyūshū

i7
i11
i13
Der neue Flughafen Kitakyūshū (japanisch 新北九州空港 Shin-Kitakyūshū Kūkō, IATA-Code: KKJ, ICAO-Code: RJFR) wurde auf einer künstlichen Insel östlich der Stadt Kitakyūshū in der Präfektur Fukuoka errichtet und löste ab dem 16. März 2006 den alten, deutlich kleineren Flughafen ab.
Vom neuen Flughafen aus können nun auch größere Flugzeuge operieren, zudem ist der Flughafen 24 Stunden am Tag geöffnet. Der vorherige Flughafen von Kitakyūshū wurde inzwischen stillgelegt. Der neue Flughafen Kitakyūshū gilt nach der japanischen Gesetzgebung als Flughafen 2. Klasse.

## Fluggesellschaften und Ziele
Größte Airline am Platz ist die erst 2002 gegründete StarFlyer. Ein Airbus A320-200 der in Kitakyūshū beheimateten Fluggesellschaft setzte als erstes Verkehrsflugzeug am 8. Februar 2006 auf der Landebahn auf, drei Monate später wurde der Linienbetrieb nach Tokio Haneda aufgenommen.

## Grund für den Bau
Der alte Flughafen in Kitakyūshū hatte eine ungünstige Lage, da er nahe an Wohngebieten und in einem Tal lag und keinen durchgängigen Betrieb (nur von 7:00 bis 22:00 Uhr) ermöglichte. Außerdem bot er wegen seiner kleinen Start- und Landebahn von 1600 Metern nur kleinen Flugzeugen eine Landemöglichkeit. Der fehlende Platz machte eine Erweiterung unmöglich. Wegen dieser Restriktionen kamen bereits Ende der 1970er Jahre Forderungen nach einem neuen Flughafen an anderer Stelle auf. Mangels Platz auf dem Land für einen neuen Flughafen entschied man sich schließlich, diesen östlich der Stadt auf dem Meer auf einer künstlichen Insel zu bauen. 1994 begann der Bau der künstlichen Insel – nach dem Flughafen Kansai und dem Flughafen Chūbu das dritte Flughafenprojekt dieser Art in Japan.

## Statistik
Bis zum 2. August 2006 wurden über 1 Million Fluggäste gezählt, am 5. Januar 2007 wurde die 2 Millionen-Grenze überschritten.